# Labranda
Labranda (Labraunda, grekiska Λάβρανδα, Λάϐραυνδα) är en antik helgedom i Karien i sydvästra Turkiet, cirka 14 km norr om staden Milas (antikens Mylasa). Den var helgad Zeus Labraundos. Svenska utgrävningar började 1948 under ledning av Axel W. Persson och leds idag av Lars Karlsson. Den bäst bevarade byggnaden på området är en andron (matsal) som uppförts av Mausollos (satrap cirka 377-352 f.Kr.), mest känd för att hans gravmonument, mausoleet i Halikarnassos (dagens Bodrum), räknades som ett av världens sju underverk. Från bysantinsk tid finns flera kyrkoruiner på platsen.

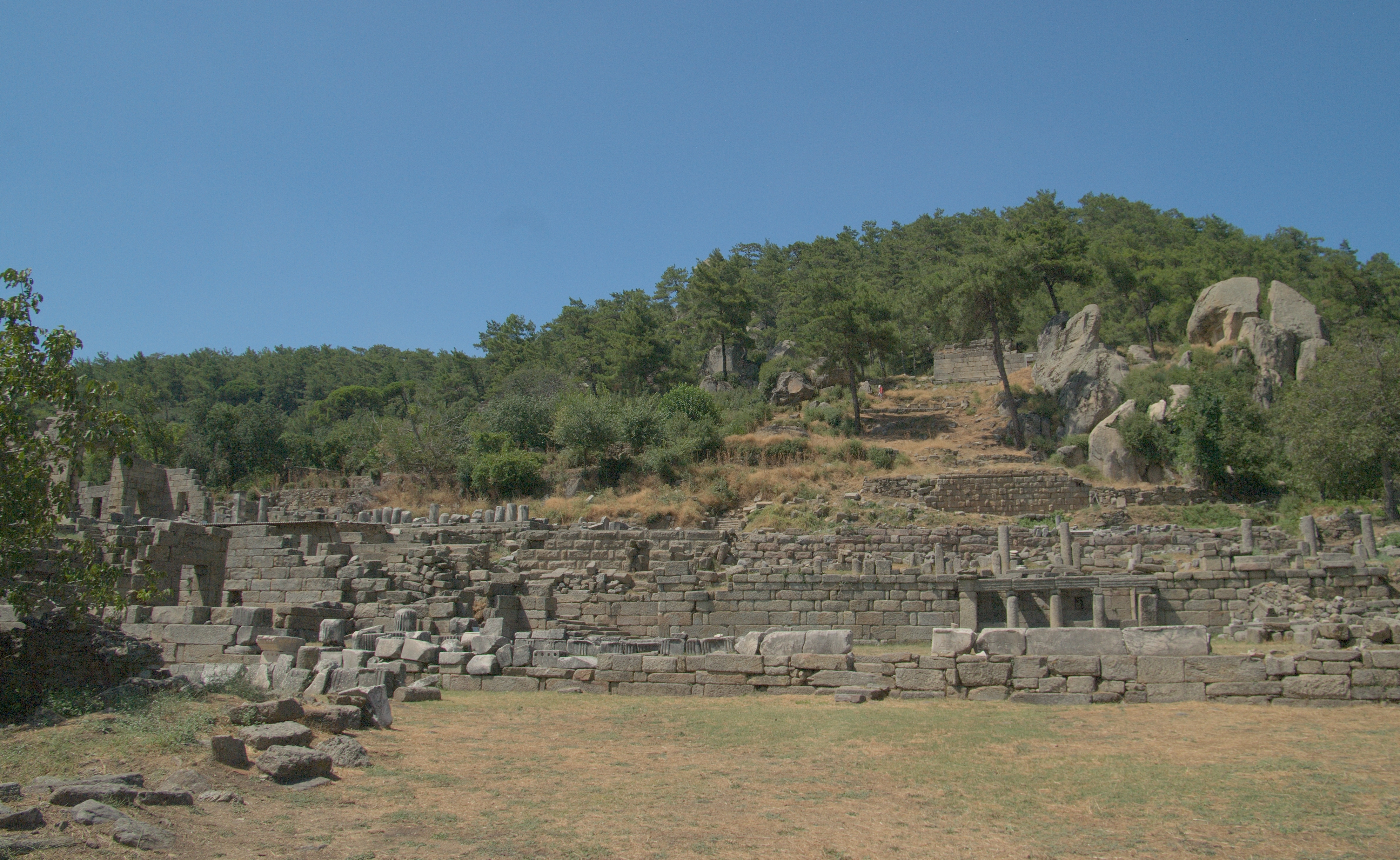
Labranda

Helgedomen omnämns av flera antika författare. Herodotos (5.119-121) berättar om karernas nederlag mot perserna 497 f.Kr. Strabon (14.659) nämner den stenlagda processionsvägen mellan Mylasa och Labranda. Plinius d.ä. (32.16) noterar en källa med fiskar som bär örhängen, och Plutarkos i sina Moralia (301F-302A) förklarar varför kultstatyns Zeus håller en yxa i handen.